# Equulites stercorarius
Equulites stercorarius är en fiskart som först beskrevs av Barton Warren Evermann och Seale, 1907.  Equulites stercorarius ingår i släktet Equulites och familjen Leiognathidae. Inga underarter finns listade i Catalogue of Life.